# Saison 1990-1991 du Boucau Tarnos stade
 (août 2010).
Cette page présente la saison 1990-1991 du Boucau Tarnos stade en championnat de France de rugby à XV de 1re division.

## Transferts
| Joueur               | Poste               | Destination                         |
| Alain Mendiboure     | demi de mêlée       | retour à l'Aviron bayonnais         |
| Hervé Durquéty       | 3e ligne            | Aviron bayonnais                    |
| Dominique Sallaberry | 3e ligne centre     | Aviron bayonnais                    |
| François Majesté     | centre              | Association sportive Mérignac rugby |
| Yannick Carasco      | 3e ligne            | US Tyrosse                          |
| Lamarque             | ailier              | AS Bayonne                          |
| Henry Gaye           | pilier              | Arrêt                               |
| Jean-Paul Betbeder   | centre              | Capbreton                           |
| Pierre Elycerie      | 3e ligne centre     | Section paloise                     |
| Jacques Sallaberry   | pilier ou talonneur | Arrêt                               |
| Denis Lesca          | centre ou ailier    | Brétigny                            |
| Christophe Domingo   | 2e ligne            | Saint-Jean-de-Luz olympique rugby   |
| Jean-Luc Fabre       | 2e ligne            | Arrêt                               |

| Joueur          | Poste     | Destination                           |
| Patrick Arneau  | ailier    | Aviron bayonnais                      |
| Heguy           | pilier    | Aviron bayonnais                      |
| Claude Séguret  | centre    | FC Lourdes                            |
| Bizauta         | 2e ligne  | Angers                                |
| Duguine         | 3e ligne  | Stade bagnérais                       |
| Didier San-Juan | talonneur | Anglet                                |
| Michaël Clamp   | centre    | Biarritz olympique                    |
| Jaury           | 3e ligne  | Cénac                                 |
| Blanc           | centre    | Anglet                                |
| Henry Gaye      | Pilier    | reprise d'activité en cours de saison |

## Récit de la saison
Au niveau départ, c'est une vraie hémorragie avec pas moins de 13 départs (tous des titulaires de l'équipe 1re).
De plus, le club enregistre les arrêts de Jacques Sallaberry (36 ans), talonneur et pilier gauche et de l’emblématique Henry Gaye (35 ans), pilier gauche mettent un terme à leur carrière… Aussi, c'est une autre page de l’histoire du club qui se tourne.
La première phase avec Montélimar, Bègles et Cognac est très difficile. Le BTS ne gagne qu'un match, encaissant un 15 à 53 contre Bégles à Tarnos et un 63 à 7 lors du match retour. Contre Cognac ce fut un 56 à 15 en Charente. Pire, Hervé Fillatriau se voit suspendu après un match engagé à Montélimar (perdu 18 à 9) ou les Noirs tombent dans un véritable guet-apens...
| Adversaires     | Résultats Domicile | Résultats Extérieur |
| Montélimar      | Gagné 28 à 20      | Perdu 18 à 9        |
| Bègles-Bordeaux | Perdu 15 à 53      | Perdu 63 à 7        |
| Cognac          | Perdu              | Perdu 56 à 15       |

Aussi, comme depuis 2 saisons le BTS va jouer en groupe B avec Miélan, Marmande, Orthez, Mérignac, St Jean de Luz, Angoulême et Tulle.
Cette saison sera encore plus "pénible" que la précédente... C'est à un véritable chemin de croix que chacun assiste. Le BTS ne connaît, en Championnat, que 3 victoires dans les 2 phases (le match retour de Montélimar 28 à 20, et les réceptions de Tulle & Marmande). Impuissant, les supporters du BTS voient leur équipe perdre match après match, sans démériter, luttant avec ses armes... Qui étaient, en cette saison, bien insuffisantes pour se maintenir.
Seul "rayon de soleil", le fait qu'Henry Gaye sorte de sa retraite pour rechausser les crampons et essayer, grâce à son implication, de sauver le club d'une descente. Hélas ce sera insuffisant car, le BTS perd plusieurs fois à la maison (Miélan, Angoulême, Orthez, etc.) et termine dernier. D'ailleurs, comme un signe, lors du dernier match à domicile, Orthez vient s'imposer à Tarnos (7 à 21), alors qu'il y a 3 saisons c'était le BTS qui venait faire match nul dans le Béarn pour se sauver et que quelques mois auparavant, Orthez avait perdu 34 à 10 à tarnos en Challenge de l'Espérance..
Le nouveau Président (Garcia-Bady) ne peut que constater les dégâts.... Après 21 saisons d'affilée en 1re Division... Le BTS descend en 2e Division... Tout est à reconstruire !
| Adversaires    | Résultats Domicile | Résultats Extérieur |
| Miélan         | Perdu 9 à 12       | Perdu 12 à 6        |
| Marmande       | Gagné 18 à 12      | Perdu 17 à 3        |
| Orthez         | Perdu 7 à 21       | Perdu 26 à 21       |
| Tulle          | Gagné 12 à 6       | Perdu 21 à 10       |
| Mérignac       | Perdu 10 à 18      | Perdu 51 à 3        |
| St Jean de Luz | Perdu 15 à 32      | Perdu 9 à 3         |
| Angoulême      | Perdu 13 à 15      | Perdu 21 à 16       |

## Meilleurs marqueurs de points et d'essais
| classement | Joueur                                            | Points |
| 1          | Thierry Séguret                                   | 67     |
| 2          | Denis Lourtet                                     | 48     |
| 3          | Bernard Lassalle                                  | 45     |
| 4          | Jean-Claude Arretche                              | 21     |
| 5          | Franck Corrihons                                  | 20     |
| 6          | Peyo Urcelay & Michael Clamp                      | 8      |
| 8          | Thierry Arnoux, Laurent Pétriat & Patrick Haurieu | 4      |

| classement | Joueur                                                                                                   | Essais |
| 1          | Franck Corrihons                                                                                         | 5      |
| 2          | Thierry Séguret                                                                                          | 3      |
| 3          | Peyo Urcelau & Michael Clamp                                                                             | 2      |
| 5          | Denis Lourtet, Bernard Lassalle, Jean-Claude Arretche, Thierry Arnoux, Laurent Pétriat & Patrick Haurieu | 1      |

## Effectif
| Rang | Nom                | Poste                     | parcours                                       |
| 1    | Errecart           | Pilier                    | formé au club                                  |
| 2    | Heguy              | Pilier                    | Bayonne                                        |
| 3    | Mouesca            | Pilier                    | Bayonne                                        |
| 4    | Boulé              | Talonneur                 | Formé au club, puis Capbreton, St Paul lès Dax |
| 5    | Henry Gaye         | Pilier                    | formé au club                                  |
| 6    | Despouy            | 2e ligne                  | Cambo                                          |
| 7    | Francis Réal       | 2e ligne                  | formé au club, puis le BO & l'AS.Bayonne       |
| 8    | Jean-Pierre Corréa | Pilier ou 2e ligne        | formé au club                                  |
| 9    | Hervé Filatriau    | 3e ligne                  | AS.Bayonne                                     |
| 10   | Michel Lassalle    | 2e ou 3e ligne centre     | formé au club                                  |
| 11   | Yves Bassoues      | 3e ligne                  | ASSM                                           |
| 12   | Bruno Berrouet     | 3e ligne                  | formé au club, vient du Volley                 |
| 13   | Alain Lassalle     | 3e ligne                  | formé au club                                  |
| 14   | Franck Corrihons   | Demi de mêlée ou ailier   | ASSM                                           |
| 15   | Denis Lourtet      | Demi de mêlée             | formé au club                                  |
| 16   | Solhonne           | Centre                    | Ondres                                         |
| 17   | Bernard Lassalle   | Ouvreur                   | formé au club                                  |
| 18   | Claude Séguret     | Centre ou ouvreur         | Lourdes                                        |
| 19   | Pétriat            | Ailier                    | formé au club                                  |
| 20   | Thierry Arnoux     | Ailier ou arrière         | formé au club                                  |
| 21   | Thierry Séguret    | Arrière, ailier ou centre | Lourdes                                        |

| Rang | Nom                  | Période               | Parcours                     |
| 22   | Mickaël Clamp        | centre                | "All Black" vient du BO      |
| 23   | Frédéric Arretche    | Arrière               | ASSM                         |
| 24   | Patrick Arneau       | Ailier                | Bayonne                      |
| 25   | Frédéric Arretche    | Arrière               | ASSM                         |
| 26   | Jaury                | 3e ligne              | Cénac                        |
| 27   | Didier San-Juan      | Talonneur             | Anglet                       |
| 28   | Patrick Haurieu      | Talonneur             | formé au club                |
| 29   | Latxague             | Pilier                | Ondres                       |
| 30   | Blanc                | Centre                | Anglet                       |
| 31   | Yves Condom          | 3e ligne aile         | formé au club                |
| 32   | Bresque              | Pilier                | formé au club                |
| 33   | Peyo Urcelay         | 3e ligne centre       | Ondres                       |
| 34   | Sancho               | Talonneur ou 3e ligne | formé au club puis Capbreton |
| 35   | Pourteau             | Ailier                | Bayonne                      |
| 36   | Napias               | 3e ligne              | formé au club                |
| 37   | Daniel Condom        | 3e ligne aile         | formé au club                |
| 38   | Régis Bourgeois      | 3e ligne aile         | formé au club                |
| 39   | Hontas               | Demi de mêlée         | formé au club                |
| 40   | Jean-Claude Arretche | Arrière               | ASSM                         |
| 41   | Garcia               | Ailier                | formé au club                |
| 42   | Etcheverry           | Pilier                | Bardos                       |
| 43   | Roques               | Pilier                | formé au club                |

## Les Cadets A
En championnat de France, les Cadets A éliminent, en 32e de finale à Roquefort, l'équipe de Marmande (23 à 12).
En 16e, le BTS est éliminé par le Stadoceste tarbais à Labatut (6 à 0).